# Julija Stojanowa
Julija Plamenowa Stojanowa (bulgarisch Юлия Пламенова Стоянова, englische Transkription: Yuliya Plamenova Stoyanova; * 22. Juli 1985 in Plewen) ist eine bulgarische Volleyballspielerin.

## Karriere
Stojanowa spielte in einer Hochschulmannschaft in der heimischen Liga. Mit dem bulgarischen Nachwuchs wurde sie Dritte der Junioren-Europameisterschaft 2002. Zwei Jahre später ging sie zur University of Tennessee, wo sie bis 2008 aktiv war. Später spielte sie auf Zypern bei Anorthosis Famagusta. 2011 wechselte sie zum deutschen Bundesligisten VT Aurubis Hamburg.